# Sistema horário de 24 horas
| 24 horas           | 12 horas            |
| ------------------ | ------------------- |
| 00:00 24:00 (raro) | 12:00 AM meia-noite |
| 01:00              | 1:00 AM             |
| 02:00              | 2:00 AM             |
| 03:00              | 3:00 AM             |
| 04:00              | 4:00 AM             |
| 05:00              | 5:00 AM             |
| 06:00              | 6:00 AM             |
| 07:00              | 7:00 AM             |
| 08:00              | 8:00 AM             |
| 09:00              | 9:00 AM             |
| 10:00              | 10:00 AM            |
| 11:00              | 11:00 AM            |
| 12:00              | 12:00 PM meio-dia   |
| 13:00              | 1:00 PM             |
| 14:00              | 2:00 PM             |
| 15:00              | 3:00 PM             |
| 16:00              | 4:00 PM             |
| 17:00              | 5:00 PM             |
| 18:00              | 6:00 PM             |
| 19:00              | 7:00 PM             |
| 20:00              | 8:00 PM             |
| 21:00              | 9:00 PM             |
| 22:00              | 10:00 PM            |
| 23:00              | 11:00 PM            |

O moderno sistema horário de 24 horas é a convenção de medição do tempo em que o dia vai da meia-noite à meia-noite do dia seguinte e é dividido em 24 horas. Isso é indicado pelas horas (e minutos) passados desde a meia-noite, de 00(:00) a 23(:59), com 24(:00) como uma opção para indicar o fim do dia. Este sistema, ao contrário do relógio de 12 horas, é a notação de tempo mais comumente usada no mundo hoje.
Vários países, particularmente os de língua inglesa, usam o relógio de 12 horas, ou uma mistura dos sistemas de tempo de 24 e 12 horas. Em países onde o relógio de 12 horas é dominante, algumas profissões preferem usar o relógio de 24 horas. Por exemplo, na prática da medicina, o relógio de 24 horas é geralmente usado na documentação de cuidados, pois evita qualquer ambiguidade quanto a quando os eventos ocorreram no histórico médico de um paciente.